# 茲拉蒂博爾
茲拉蒂博爾是塞爾維亞的城鎮，由茲拉蒂博爾州負責管轄，位於該國西部，毗鄰與波斯尼亞和黑塞哥維那接壤的邊境，海拔高度約1,010米，每年平均降雨量900毫米，2002年人口2,344。
43°43′N 19°42′E / 43.717°N 19.700°E